# Adrián Gabbarini
Adrián José Gabbarini (Guaymallén, 10 ottobre 1985) è un allenatore di calcio ed ex calciatore argentino, di ruolo portiere.

## Palmarès

### Club

#### Competizioni internazionali
- Coppa Sudamericana: 2

Independiente: 2010
LDU Quito: 2023